# 朱珪 (清朝)
朱珪（1731年2月18日—1807年1月13日），字石君，順天府大興縣（今北京市）人，清朝政治人物、学者。官至體仁閣大學士。嘉慶帝的師傅。是自唐朝科舉制施行以來，最年輕的進士（實歲17，虛歲18）。

## 生平
朱珪為盩厔知縣朱文炳之子，乾隆十三年（1748年）中進士，年18虛歲。初選為庶吉士，散館授編修。累遷侍讀學士。二十五年，擔任福建糧驛道，後擢按察使。三十二年，補湖北按察使，後來赴山西擔任布政使及署任巡撫。
乾隆四十年，內召到回京覲見皇帝，改授侍講學士，直上書房，擔任皇子永琰老師。五十一年，擢禮部侍郎，後調兵部。五十五年（1790年）出任安徽巡撫。五十九年調廣東巡撫，不久署任兩廣總督。次年授左都御史，又授兵部尚書，仍保留廣東巡撫之職。
嘉慶元年（1796年），授兩廣總督，兼署廣東巡撫。二年調為兵部尚書，又調為吏部和戶部尚書，仍留任巡撫。
清高宗在嘉慶四年正月去世後，仁宗召朱珪回京，命直南書房，管戶部三庫，加太子少保，賜第西華門外。不久任用為上書房總師傅，調戶部尚書。五年，兼署吏部尚書。後來因事削職。七年，任命為協辦大學士，恢復太子少保銜。不久兼任翰林院掌院學士，晉太子少傅。十年，拜體仁閣大學士，管理工部。朱珪在76歲時以年老乞休，獲挽留。嘉慶十一年十二月初五日（1807年1月13日）病逝，贈太傅，祀賢良祠，賜金治喪，諡文正。

## 評價
- 嘉慶帝：「珪自為師傅，凡所陳說，無非唐、虞、三代之言，稍涉時趨者不出諸口，啟沃至多。揆諸諡法，足當『正』字而無愧，特諡文正。又見其門庭卑隘，清寒之況，不減儒素。」
- 《清史稿》：君子小人消長之機，國運繫焉。王杰、董誥、朱珪皆高宗拔擢信任之臣，和珅一再間沮，卒不屈撓。一旦共、驩伏法，眾正盈朝，攄其忠誠，啟沃新主，殄寇息民，苞桑永固。天留數人，弼成仁宗初政之盛，可謂大臣矣。

## 影视形象
梦断紫禁城（2002年）—— 李丁飾朱珪
乾隆王朝（2003年）—— 钱学格飾朱珪
嘉庆传奇（2005年）—— 董照飾朱珪（朱石君）
大内低手（2010年）—— 候桐江飾朱珪

## 延伸阅读
[在维基数据编辑]
 在维基文库阅读此作者作品
 《清史稿/卷340》，出自趙爾巽《清史稿》